# Confident (album)
Pour les articles homonymes, voir Confident.
 (octobre 2017).
Albums de Demi Lovato
Demi
(2013) Tell Me You Love Me
(2017)
Singles
1. Cool for the Summer
Sortie : 1er juillet 2015
2. Confident
Sortie : 18 septembre 2015
3. Stone Cold
Sortie : 6 février 2016

Confident est le cinquième album studio de l'artiste américaine Demi Lovato sorti le 16 octobre 2015 sous les labels Hollywood Records, Island Records et Safehouse Records.

## Développement
Le 18 décembre 2013, après avoir été jury dans la deuxième et la troisième saison, Lovato a confirmé qu'elle ne retournera pas en tant que jury dans la quatrième saison de The X Factor  (qui n'a finalement pas eu lieu)  pour se concentrer sur sa carrière musicale.
En juin 2015, elle confirme être pratiquement tous les jours en studio et qu'elle va sortir de la nouvelle musique « très bientôt » et révèle à MTV News son avis de travailler avec la rappeuse australienne et amie, Iggy Azalea. À propos de la direction que prendrait l'album, elle déclare à Ryan Seacrest que c'est un « nouveau chapitre, nouvelle vie, nouveau album, nouveau single — c'est complètement une nouvelle Demi ».

## Singles
- Le premier single est sorti le 1er juillet 2015 et est intitulé Cool for the Summer qui a atteint la 11e place du Billboard Hot 100 et arrive en tête du Hot Dance Club Songs, et devient donc le titre arrivé le plus rapidement à la première place de l'histoire de ce classement[5]. La chanson a été nommée dans la catégorie « meilleure chanson de l'été » aux MTV Video Music Awards 2015 ainsi qu'aux Teen Choice Awards 2015[6],[7].
- Le second single, du nom de l'album, Confident, suit le 18 septembre 2015[8] et est porté par un clip sorti le 9 octobre 2015 où apparaît l'actrice Michelle Rodríguez[9].
- Le troisième single, Stone Cold, sort le 6 février 2016[10].

## Critiques
Confident a reçu des critiques positives. Annie Zaleski de The A.V. Club donne à l'album un B+ et le décrit comme un « album impressionnant d'une pop star qui sait ce qu'elle veut ».

## Listes des pistes
| 1.  | Confident                            | Demi Lovato, Max Martin, Savan Kotecha, Ilya Salmanzadeh     | Martin, Ilya        | 3:25 |
| 2.  | Cool for the Summer                  | Lovato, Kotecha, Martin, Alexander Kronlund, Ali Payami      | Payami, Martin      | 3:34 |
| 3.  | Old Ways                             | Olivia Waithe, Jason Evigan, Scott Hoffman                   | Evigan              | 3:24 |
| 4.  | For You                              | Johan Carlsson, Dalton Grant, Susan H. Catanzaro             | J. Carlsson, Payami | 3:41 |
| 5.  | Stone Cold                           | Lovato, Laleh Pourkarim, Gustaf Thörn                        | Pourkarim           | 3:11 |
| 6.  | Kingdom Come (featuring Iggy Azalea) | Lovato, Julia Michaels, Steve Mac, Amethyst Amelia Kelly     | Mac                 | 4:04 |
| 7.  | Waitin For You (featuring Sirah)     | Lovato, Michaels, Evigan, Sara Mitchell, Mac                 | Evigan, Mac         | 3:12 |
| 8.  | Wildfire                             | Nicole Morier, Mikkel S. Eriksen, Tor Hermansen, Ryan Tedder | Stargate, Tedder    | 3:19 |
| 9.  | Lionheart                            | Mac, Ina Wroldsen                                            | Mac                 | 4:04 |
| 10. | Yes                                  | Lovato, Pourkarim                                            | Pourkarim           | 3:10 |
| 11. | Father                               | Lovato, Pourkarim                                            | Pourkarim           | 3:55 |

| 12. | Stars                                    | Lovato, Rami Yacoub, Carl Falk, Kotecha, Kronlund | 3:08 |
| 13. | Mr. Hughes                               | Lovato, J. Carlsson                               | 3:41 |
| 14. | Cool For The Summer (Jump Smokers Remix) | Lovato, Kotecha, Martin, Kronlund, Payami         | 4:25 |
| 15. | Cool For The Summer (Suraci Remix)       | Lovato, Kotecha, Martin, Kronlund, Payami         | 4:45 |

## Certifications
| Pays   | Certification | Ventes |
| ------ | ------------- | ------ |
| Brésil | 2x Platine    | 80 000 |

## Historique de sortie
| Pays  | Date            | Format(s)          | Label                                | Édition(s)          | Références |
| ----- | --------------- | ------------------ | ------------------------------------ | ------------------- | ---------- |
| Monde | 16 octobre 2015 | Téléchargement, CD | - Hollywood Records - Island Records | - Standard - Deluxe | [ 15 ]     |